# Banchus hastator
Banchus hastator là một loài tò vò trong họ Ichneumonidae.